# Santa Margherita di Belice
Pour les articles homonymes, voir Belice (homonymie).
Santa Margherita di Belice une commune italienne d'environ 12 700 habitants située dans la province d'Agrigente, dans la région Sicile.

## Monuments et patrimoine
Le palais Filangeri di Cutò a inspiré à Giuseppe Tomasi di Lampedusa le palais de Donnafugata dans Le Guépard. Il a appartenu à la famille Filangieri, ascendance maternelle de l'écrivain. Ce nom de Donnafugata (« dame enfuie » en italien) désigne une autre demeure en Sicile mais Tomasi l'a choisi pour désigner ce lieu en mémoire de la « dame enfuie » qui y résida quelques mois au cours de l'année 1812 : la reine Marie-Caroline des Deux-Siciles.
Dans la nuit du 15 janvier 1968, un tremblement de terre détruisit presque entièrement le palais, qui fut en partie reconstruit depuis cette date. Il abrite désormais la mairie et le musée du Guépard. On y trouve notamment des copies du manuscrit du roman, données par Gioacchino Lanza Tomasi, le fils adoptif de l'écrivain, ainsi que des documents d'époque sur le livre et le film.

## Administration
| Période                                  | Période | Identité | Étiquette | Qualité |
| ---------------------------------------- | ------- | -------- | --------- | ------- |
|                                          |         |          |           |         |
| Les données manquantes sont à compléter. |         |          |           |         |

### Communes limitrophes
Contessa Entellina, Menfi, Montevago, Salaparuta, Sambuca di Sicilia